# Dryopteris diacalpioides
Dryopteris diacalpioides är en träjonväxtart som först beskrevs av Ren-Chang Ching, och fick sitt nu gällande namn av Li Bing Zhang. Dryopteris diacalpioides ingår i släktet Dryopteris och familjen Dryopteridaceae. Inga underarter finns listade.